# Norovirus
Norovirus (también, virus tipo Norwalk; el primer brote ocurrió en la ciudad de Ohio, el 29 de noviembre de 1968) es un género de virus ARN de la familia Caliciviridae, responsable del 50 por ciento de los brotes de gastroenteritis por intoxicación alimentaria en los Estados Unidos. Los norovirus pueden afectar a personas de cualquier edad, se transmiten por consumo de alimentos contaminados, aguas fecales o por contacto entre personas.
La infección por norovirus se caracteriza por náuseas, vómitos, diarrea líquida y dolor abdominal. En general, los pacientes afectados se encuentran débiles y presentan dolores musculares, dolor de cabeza y fiebre leve. La enfermedad tiene un curso benigno, las infecciones graves son raras. Aunque sufrir de una infección por norovirus es sumamente incómodo, generalmente no es peligroso y la mayoría de quienes contraen la enfermedad se recuperan en dos o tres días. El norovirus se inactiva con temperaturas elevadas o mediante desinfectantes a base de cloro. El virus es resistente a los alcoholes y detergentes debido a que este carece de envoltura.[cita requerida]
El norovirus provoca alrededor de 685 millones de casos de enfermedad y 200.000 muertes al año en todo el mundo. Es común tanto en el mundo desarrollado como en desarrollo. Los menores de cinco años son los más afectados, y en este grupo se producen unas 50.000 muertes en el mundo en desarrollo. Las infecciones por norovirus ocurren con mayor frecuencia durante los meses de invierno. A menudo ocurre en brotes, especialmente entre quienes viven en lugares cerrados. En los Estados Unidos, es la causa de aproximadamente la mitad de los brotes de enfermedades transmitidas por alimentos. El virus lleva el nombre de la ciudad de Norwalk, Ohio, donde se produjo un brote en 1968.

## Historia
El norovirus es un virus que se llamó originalmente el "agente de Norwalk" en honor a Norwalk, Ohio en los Estados Unidos, donde se produjo un brote de gastroenteritis aguda entre los niños de la escuela primaria Bronson en noviembre de 1968 (aunque ya se había descubierto un brote en 1936 en Roskilde, Dinamarca), donde se conoce comúnmente como "Roskilde syge" o "enfermedad de Roskilde". 
En 1972, la microscopía electrónica en muestras de heces humanas almacenadas identificó un virus, al que se le dio el nombre de "virus Norwalk". Desde entonces, se han informado numerosos brotes con síntomas similares. La clonación y secuenciación del genoma del virus Norwalk mostró que estos virus tienen una organización genómica consistente con los virus pertenecientes a la familia Caliciviridae. El nombre "norovirus" (Norovirus para el género) fue aprobado por el Comité Internacional de Taxonomía de Virus (ICTV) en 2002. Sin embargo, en 2011, ICTV publicó un comunicado de prensa y un boletín informativo, que alentó firmemente a los medios de comunicación nacionales Las autoridades sanitarias y la comunidad científica deben utilizar el nombre del virus Norwalk virus, en lugar del nombre del género Norovirus, al referirse a los brotes de la enfermedad. Esta fue también una respuesta pública de ICTV a la solicitud de un individuo en Japón para cambiar el nombre del género Norovirus debido a la posibilidad de asociaciones negativas para personas en Japón y en otros lugares que tienen el apellido "Noro". Antes de que se hiciera pública esta posición de ICTV, ICTV consultó ampliamente con miembros del Grupo de Estudio Caliciviridae y discutió cuidadosamente el caso.
Además de "agente de Norwalk" y "virus de Norwalk", el virus también se ha llamado "virus similar a Norwalk", "virus pequeños de estructura redonda" (SRSV), gripe de Spencer y "virus de Snow Mountain".
Los nombres comunes de la enfermedad causada por norovirus todavía en uso incluyen "enfermedad de Roskilde", "enfermedad de los vómitos de invierno", "chinche de los vómitos de invierno", "gastroenteritis viral" y "gastroenteritis aguda no bacteriana". También se la conoce coloquialmente como "gripe estomacal", pero en realidad es un nombre amplio que se refiere a la inflamación gástrica causada por una variedad de virus y bacterias.

## Virología
Según el Comité Internacional de Taxonomía de Virus, el género Norovirus comprende una especie que se denomina virus de Norwalk, del cual se conocen diferentes genogrupos, y la mayoría de los que infectan a los seres humanos se clasifican en los genogrupos G1 y G2. Las partículas virales del Norovirus no tienen envoltura y poseen una geometría icosaédrica. El diámetro de su cápside tiene entre 23 y 40 nm de diámetro y presenta una superficie amorfa al ser visualizadas en el microscopio electrónico.
El genoma del Norovirus consiste en una molécula de ARN positivo no segmentado de aproximadamente 7.5 kilobases. Su genoma codifica una poliproteína que es cortada en seis proteínas no estructurales por una proteasa viral; una proteína estructural mayor (VP1) y una proteína menor de la cápside (VP2).
Después de la infección, la inmunidad al norovirus generalmente es incompleta y temporal. Hay una predisposición hereditaria a la infección y algunas personas están más predispuestas a padecer la enfermedad. A menudo, los brotes de norovirus se producen en comunidades cerradas o semicerradas como, por ejemplo, hospitales, cárceles, residencias y cruceros, en los que, una vez que el virus se ha introducido, la infección se propaga muy rápidamente, ya sea por transmisión entre personas o a través de alimentos contaminados. Muchos de los brotes de norovirus se deben a la manipulación de alimentos por una persona infectada.

## Fisiopatología
Cuando una persona se infecta con norovirus, el virus se replica en el intestino delgado. El síntoma principal es la gastroenteritis aguda, caracterizada por náuseas, vómitos intensos, diarrea acuosa y dolor abdominal, que se desarrolla entre 12 y 48 horas después de la exposición y dura de 24 a 72 horas. A veces hay pérdida del gusto, letargo general, debilidad, dolores musculares, dolor de cabeza, tos o fiebre baja. La enfermedad suele ser autolimitada. La enfermedad grave es rara; aunque las personas son tratadas con frecuencia en la sala de emergencias, rara vez son admitidas en el hospital. Se estima que el número de muertes por norovirus en los Estados Unidos es de alrededor de 570 a 800 cada año, y la mayoría de ellas ocurren en los muy jóvenes, los ancianos y las personas con sistemas inmunitarios debilitados. Los síntomas pueden llegar a poner en peligro la vida en estos grupos si se ignora o no se trata la deshidratación o el desequilibrio electrolítico.

## Diagnóstico
Diagnosticar un norovirus específico requiere un examen basado en la reacción en cadena de la polimerasa, un ensayo químico o una PCR en tiempo real, y se obtienen resultados en pocas horas. Estos ensayos químicos pueden detectar cantidades tan pequeñas como diez virus, ya que son muy sensibles. Otros exámenes, como ELISA, que utilizan anticuerpos, están disponibles pero no presentan una elevada especificidad o sensibilidad.

## Prevención y Tratamiento
El norovirus es fácilmente eliminado por desinfectantes a base de cloro. Sin embargo, debido a que las partículas del virus no tienen envoltura de lípidos, es menos sensible a la acción de alcoholes y detergentes.
No existe un tratamiento específico para la infección de norovirus. Los tratamientos se enfocan en disminuir las complicaciones originadas por la enfermedad como la deshidratación causada por la diarrea y el vómito; además, mitigar los síntomas con antihistamínicos y antidiarreicos.